# Błotniarka moczarowa
Błotniarka moczarowa (Galba truncatula) – gatunek ślimaka z rodziny błotniarkowatych (Lymnaeidae). Jest pośrednim żywicielem wielu gatunków przywr, m.in. motylicy wątrobowej.
Ślimak zamieszkujący małe, płytkie zbiorniki wód słodkich, stojące lub o słabym prądzie. Występuje w Ameryce Północnej, Europie, Afryce oraz w zachodniej, południowej i północnej Azji. 
Jego muszla osiąga wysokość 5–10 mm i szerokość 2,5–6 mm, na muszli 5–5,5 skrętów. 
Wielkość osobników i wysokość skrętów muszli podlega u tego gatunku znacznej zmienności, dlatego też trudno odróżnić go od pokrewnego gatunku błotniarki pospolitej.